# Iglesia de San Lorenzo mártir (Alberique)

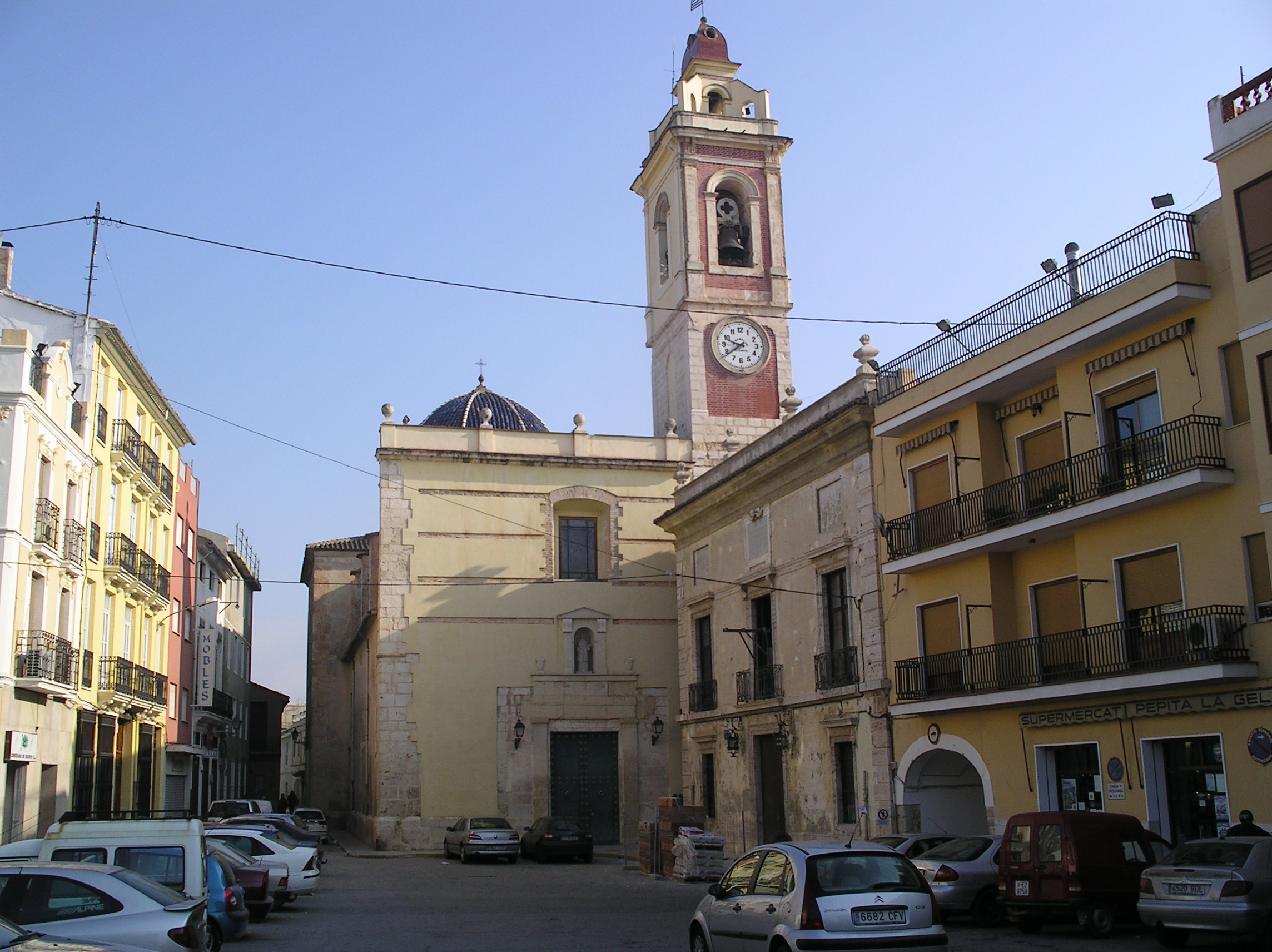
Iglesia de San Lorenzo, en la plaza del Ayuntamiento.

La Iglesia parroquial de San Lorenzo Mártir es un templo católico situado en la plaza de la Constitución, 25, en el municipio de Alberique. Es Bien de Relevancia Local con identificador número 46.20.011-001.

## Historia
La mezquita fue consagrada como templo católico el 14 de agosto de 1521 e inicialmente se mantuvo el sencillo edificio original, aunque a partir de la repoblación del lugar con cristianos viejos se procedió a reestructurarlo a lo largo de diferentes etapas.
Del primitivo templo se tienen pocos datos. Se sabe que además del altar mayor tenía otros cinco y que estos -según se describe en la visita pastoral de 1644- se disponían sin ninguna separación entre los mismos, posiblemente para aprovecha la única nave del templo. Por ello el visitador decretó el cierre del altar mayor por sus costados y que se realizara la misma operación con los altares de Nuestra Señora del Rosario, del Cristo, de la Concepción, de San Miguel, de San Antón y de las ánimas. En 1649 el visitador urgió a las autoridades a que aceleraran las obras de reforma del templo, ya que únicamente las de la capilla del Rosario avanzaban con rapidez.
La parroquia fue erigida en 1574.         1574
El 2 de febrero de 1695 se convocó una junta general para tratar de las obras del templo, a la que asistieron las autoridades civiles locales y casi todos los clérigos con residencia en la población. El 11 de octubre de dicho año comenzó la construcción del nuevo templo. La aportación de una cierta cantidad por parte del señor local para las obras, decidió a las autoridades locales a recaudar un censo con el mismo fin. En 1698 las obras continuaban y el 22 de mayo se rindieron cuentas al ayuntamiento, proponiéndose una operación financiera para cubrir los gastos. El 17 de mayo de 1701 se decidió la demolición de los restos del templo anterior y el 23 de mayo se renovó la junta de obras. El 31 de julio el ayuntamiento decidió el traslado al nuevo templo del Santísimo Cristo.
El retablo del altar mayor se finalizó en 1724 y el 4 de agosto de 1729 se contrató con el maestro de obras Juan Navarro la construcción de un campanario por importe de cien libras.

Horario actual de Misas: de lunes a sábado a las 19'30.
Domingos: 8'30 y 11

## Descripción
Es un edificio amplio de buenas proporciones, con una torre campanario de una de planta cuadrada construido en piedra y ladrillo rojizo. El interior de la iglesia se basa en una gran nave cubierta por bóveda de cañón y con capillas laterales a ambos lados. Entre estas destaca la Capilla de la Comunión.